# タイム誌の表紙を飾った人物の一覧 (1930年代)
タイム誌の表紙を飾った人物の一覧 (1930年代)（タイムしのひょうしをかざったじんぶつのいちらん 1930ねんだい）は、1930年代に『タイム』誌の表紙を飾った人物の一覧である。『タイム』誌の創刊は1923年である。同誌がアメリカ合衆国を代表するニュース雑誌としての地位を確立するにつれ、その表紙に登場することは、その人物の特筆性、名声、あるいは、悪名の証しであると考えられるようになっていった。表紙に登場した人物については、特集記事が組まれるのが例となっていた。
| タイム誌の表紙を飾った人物の一覧                                                                   |
| -------------------------------------------------------------------------------------------------- |
| 1920年代-1930年代-1940年代 1950年代-1960年代-1970年代-1980年代-1990年代 2000年代-2010年代-2020年代 |

## 1930年

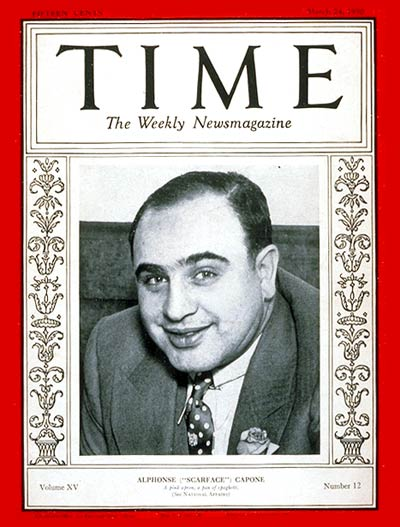
1930年3月24日付の表紙を飾ったアル・カポネ。

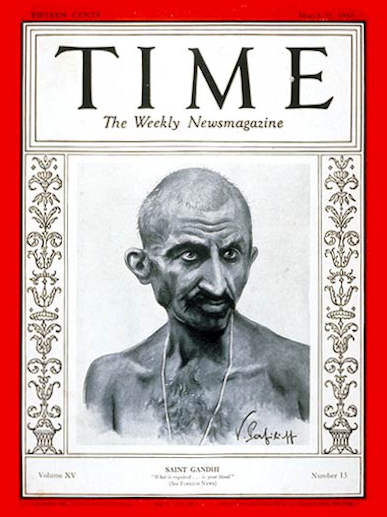
1930年3月31日付の表紙を飾ったマハトマ・ガンディー。

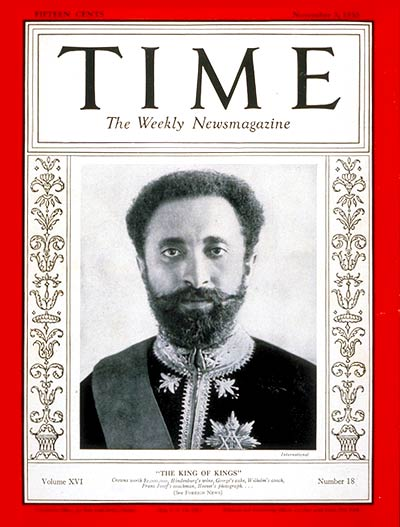
1930年11月3日付の表紙を飾ったエチオピア帝国皇帝ハイレ・セラシエ1世。

- 1月6日 –  オーウェン・D・ヤング (Owen D. Young)
- 1月13日 –  ドミンゴ・ウガルデ (Domingo Ugalde)
- 1月20日 –  アンドレ・タルデュー (André Tardieu)
- 1月27日 –  ウィリアム・D・ミッチェル (William D. Mitchell)
- 2月3日 –  マリア・モンテッソーリ (Maria Montessori)
- 2月10日 –  レイ・ライマン・ウィルバー (Ray Lyman Wilbur)
- 2月17日 –  チャールズ・エヴァンズ・ヒューズ (Charles Evans Hughes)
- 2月24日 –   サイラス・S・イートン (Cyrus S. Eaton)
- 3月3日 – ポインター（犬種） メアリ・ブルー (Pointer Mary Blue)
- 3月10日 –  ロイヤル・コーティーザス (Royal Cortissoz)
- 3月17日 –  メアリー王妃 (Queen Mary)
- 3月24日 –  アル・カポネ (Al Capone)
- 3月31日 –  マハトマ・ガンディー (Mahatma Gandhi)
- 4月7日 –  ヒーバー・ジェデダイア・グラント (Heber Jedediah Grant)
- 4月14日 –  ウィリアム・H・ウェルチ (William H. Welch)
- 4月21日 –  フィリップ・スノーデン (Philip Snowden)
- 4月28日 –   レオポルド・ストコフスキー (Leopold Stokowski)
- 5月5日 –  ジュリアス・バーンズ (Julius H. Barnes)
- 5月12日 –   アロイス・ラング (Alois Lang)
- 5月19日 –  閻錫山 (Yen Hsi-shan)
- 5月26日 –  エドワード・G・V・スタンリー (Edward G.V. Stanley)
- 6月2日 –  ウィリアム・アダムズ・デラノ (William Adams Delano)
- 6月9日 –  ヨシフ・スターリン (Joseph Stalin)
- 6月16日 –  ウィリアム・C・プロクター (William C. Procter)
- 6月23日 –  ジューリョ・プレステス (Julio Prestes)
- 6月30日 –  ルクレシア・ボリ (Lucrezia Bori)
- 7月7日 –  ルイス・D・ブランダイス (Louis D. Brandeis)
- 7月14日 –  ハーバート・フーヴァー・ジュニア (Herbert Hoover Jr.)
- 7月21日 –  デヴィッド・A・リード (David A. Reed)
- 7月28日 –  リチャード・B・ベネット (Richard B. Bennett)
- 8月4日 –  アレクサンダー・レッジ (Alexander Legge)
- 8月11日 –  ヨーク公妃（後のエリザベス王妃、皇太后） (Duchess of York)
- 8月18日 –  トマス・ヒッチコック夫人（ルイーズ・ユースティス・ヒッチコック） (Mrs. Thomas Hitchcock (Louise Eustis Hitchcock))
- 8月26日 –  ウィルバート・ロビンソン (Wilbert Robinson)
- 9月1日 –  ドーソン卿 (Lord Dawson)
- 9月8日 –  アウグスト・B・レギーア (Augusto B. Leguía)
- 9月15日 –  ハロルド・S・ヴァンダービルト (Harold S. Vanderbilt)
- 9月22日 –  ボビー・ジョーンズ (Bobby Jones)
- 9月29日 –  ドワイト・W・モロー (Dwight W. Morrow)
- 10月6日 –  ハリー・エマーソン・フォスディック (Harry Emerson Fosdick)
- 10月13日 –   セルゲイ・クーセヴィツキー (Sergei Koussevitsky)
- 10月20日 –  アンリ・マティス (Henri Matisse)
- 10月27日 –  ジョージ5世 (イギリス王) (George V) とメアリー王妃 (Queen Mary)
- 11月3日 –  ハイレ・セラシエ (Haile Selassie)
- 11月10日 –  ジュエット・シャウス (Jouett Shouse)
- 11月17日 – フットボールの観衆
- 11月24日 –  ロバート・J・バルクリー (Robert Bulkley)
- 12月1日 –   ジェームズ・J・デイヴィス (James J. Davis)
- 12月8日 –   ホーコン7世 (King Haakon VII)
- 12月15日 –   メアリー・ガーデン (Mary Garden)
- 12月22日 –  エルザ・アインシュタイン (Elsa Einstein)
- 12月29日 –   ピウス11世 (ローマ教皇) (Pius XI)

## 1931年

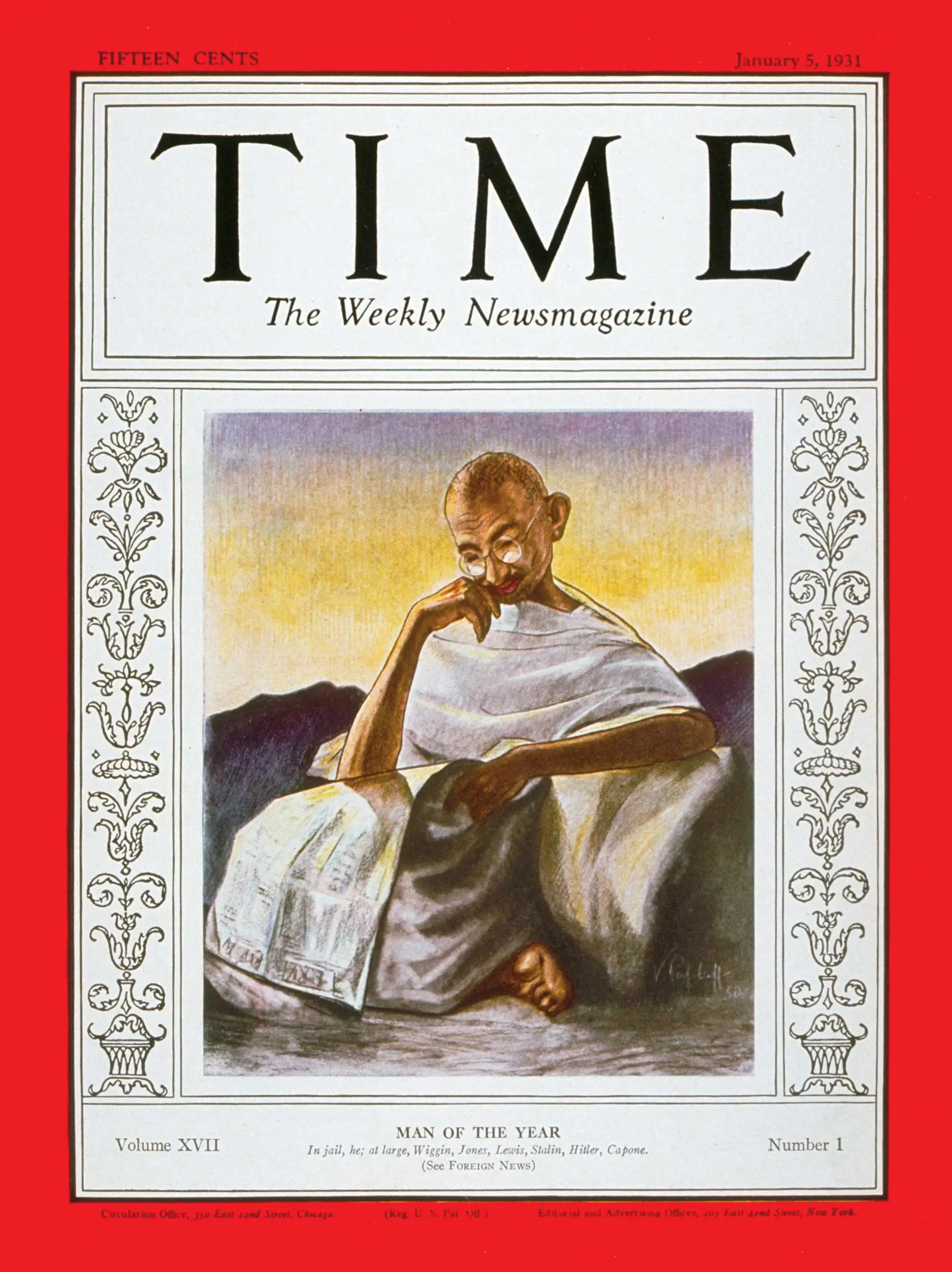
1931年1月5日付の表紙を飾ったマハトマ・ガンディー。

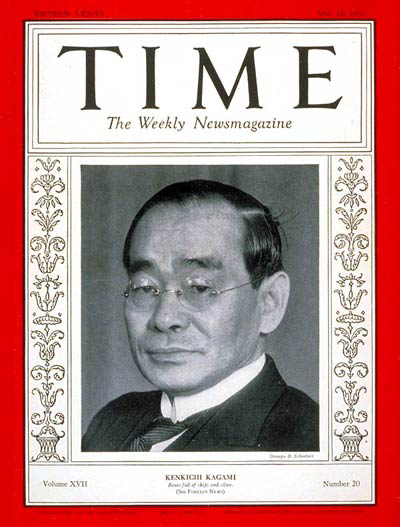
1931年5月18日付の表紙を飾った各務鎌吉。

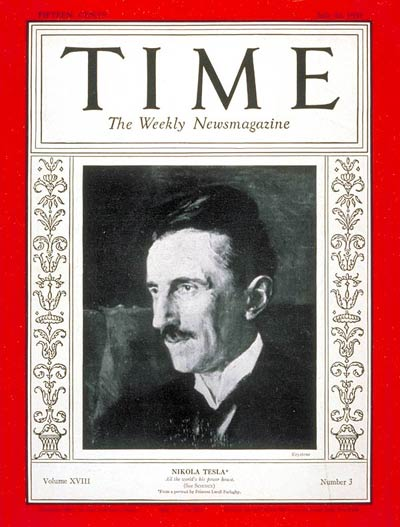
1931年7月20日付の表紙を飾ったニコラ・テスラ。

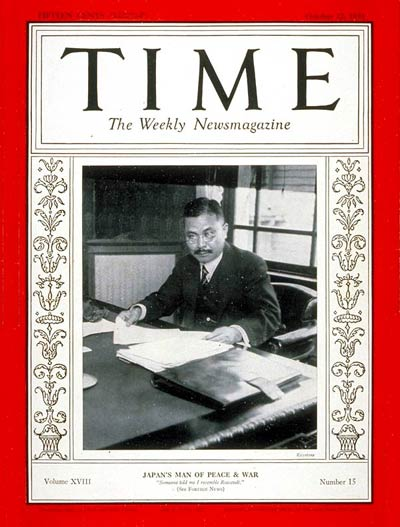
1931年10月12日付の表紙を飾った幣原喜重郎。

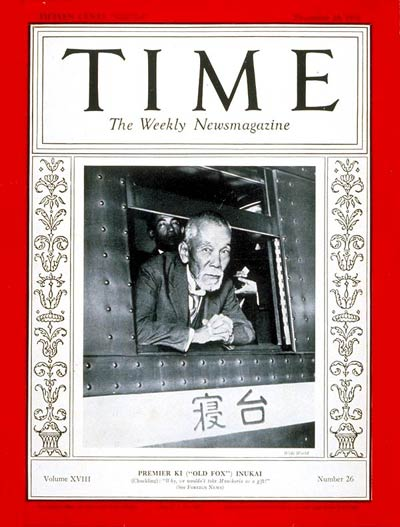
1931年12月28日付の表紙を飾った犬養毅。

- 1月5日 –  マハトマ・ガンディー (Mahatma Gandhi)
- 1月12日 –  ジェームズ・ユーイング (James Ewing)
- 1月19日 –  ヘラルド・マチャド (Gerardo Machado)
- 1月26日 –  ウィリアム・ボーラ (en:William Borah)
- 2月2日 –  ジョージ・W・ウィカシャム (George Wickersham)
- 2月9日 –  チャーリー・チャップリン (Charlie Chaplin)
- 2月16日 –  ジョゼフ・ディームス・テイラー、別名 ディームス・テイラー (Joseph Deems Taylor aka Deems Taylor)
- 2月23日 –   ヴャチェスラフ・メンジンスキー (Vyacheslav Menzhinsky)
- 3月2日 –  デヴィッド・S・インガルス (David S. Ingalls)
- 3月9日 –  チャールズ・R・クレイン (Charles R. Crane)
- 3月16日 –  オズワルド・モズレー (Oswald Mosley)
- 3月23日 –  ジョン・F・カリー (John F. Curry)
- 3月30日 –  ウォルター・リップマン (Walter Lippman)
- 4月6日 –  アルフォンソ13世 (スペイン王) (King Alfonso XIII)
- 4月13日 –  ロイ・W・ハワード (Roy W. Howard)
- 4月20日 –  プラチャーティポック王 (King Prajadhipok)
- 4月27日 –  ミセス・ナナリン・デューク (Mrs. Nanaline Duke)
- 5月4日 –  ニセト・アルカラ＝サモラ (Niceto Alcalá-Zamora)
- 5月11日 –  ユベール・リョテ (Hubert Lyautey)
- 5月18日 –  各務鎌吉 (Kenkichi Kagami)
- 5月25日 –  ウォルター・コフィー (Walter Coffey)、ジョン・ハンバー (John Humber)、グレイス・ハモンド・コナーズ (Grace Hammond Conners)
- 6月1日 –  サミュエル・R・マッケルヴィ (Samuel R. McKelvie)
- 6月8日 –  デイビッド・スター・ジョーダン (David Starr Jordan)
- 6月15日 –  ハインリヒ・ブリューニング (Heinrich Brüning)
- 6月22日 –  モートン・ダウニー (Morton Downey)
- 6月29日 –  シリル・アリントン (Cyril Alington)
- 7月6日 –  ベティ・ナットール (Betty Nuthall)
- 7月13日 –  オグデン・L・ミルズ (Ogden L. Mills)
- 7月20日 –  ニコラ・テスラ (Nikola Tesla)
- 7月27日 –  パウル・フォン・ヒンデンブルク (Paul von Hindenburg)
- 8月3日 –  ウィラ・キャザー (Willa Cather)
- 8月10日 –  ポール・W・リッチフィールド (Paul W. Litchfield)
- 8月17日 –  サミュエル・シーベリー (Samuel Seabury)
- 8月24日 –  アルバート・H・ウィギン (Albert H. Wiggin)
- 8月31日 –  ウィンスロップ・W・アルドリッジ (Winthrop W. Aldrich)
- 9月7日 –  ラムゼイ・マクドナルド (Ramsay MacDonald)、スタンリー・ボールドウィン (Stanley Baldwin)、デビッド・ロイド・ジョージ (David Lloyd George)
- 9月14日 –  パトリック・ジェイ・ハーリー (Patrick Jay Hurley)
- 9月21日 –  ロス・S・スターリング (Ross S. Sterling)
- 9月28日 –  ピエール・ラヴァル (Pierre Laval) とアリスティード・ブリアン (Aristide Briand)
- 10月5日 –  プリモ・カルネラ (Primo Carnera)
- 10月12日 –  幣原喜重郎男爵 (Baron Kijuro Shidehara)
- 10月19日 –  ウィリアム・グリーン (William Green)
- 10月26日 –  蔣介石 (Chiang Kai-shek) と夫人（宋美齢：Mme. Chiang)
- 11月2日 –  ユージン・オニール (Eugene O'Neill)
- 11月9日 –  ローザ・ポンセル (Rosa Ponselle)
- 11月16日 –  ディーノ・グランディ (Dino Grandi)
- 11月23日 –  バリー・ウッド (Barry Wood)
- 11月30日 –  ウォルター・ランシマン (Walter Runciman)
- 12月7日 –  ジョン・ナンス・ガーナー (John Nance Garner)
- 12月14日 –  ジェームズ・H・ブレステッド (James H. Breasted)
- 12月21日 –  アドルフ・ヒトラー (Adolf Hitler)
- 12月28日 –  犬養毅 (Ki Inukai（誤って「Ki Inukai」と表記された）

## 1932年

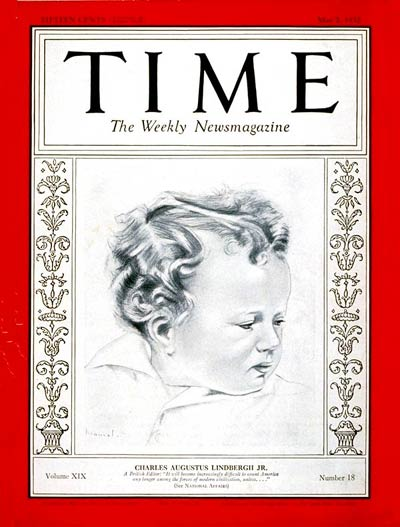
1932年5月2日付の表紙を飾ったチャールズ・A・リンドバーグ・ジュニア。

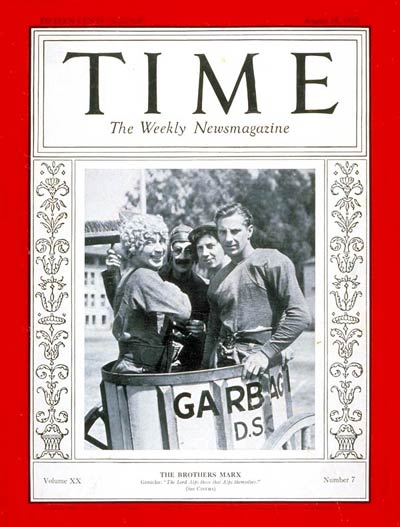
1932年8月15日付の表紙を飾ったマルクス兄弟。

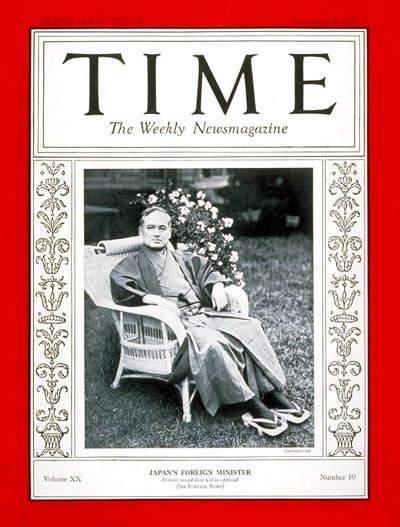
1932年9月5日付の表紙を飾った内田康哉。

- 1月4日 –  ピエール・ラヴァル (Pierre Laval)
- 1月11日 –  ダニエル・ウィラード (Daniel Willard)
- 1月18日 –  エレット・ロバン・コード (Errett Lobban Cord)
- 1月25日 –  フィリップ・バリー (Philip Barry)
- 2月1日 –  フランクリン・ルーズベルト (Franklin D. Roosevelt)
- 2月8日 –  ヒュー・S・ギブソン (Hugh S. Gibson)
- 2月15日 –  ニコラス・マレイ・バトラー (Nicholas M. Butler)
- 2月22日 –  ユーディ・メニューイン (Yehudi Menuhin)
- 2月29日 –  ウィリアム・H・マレー (William Murray)
- 3月7日 –  ジョン・バリモア (John Barrymore) とライオネル・バリモア (Lionel Barrymore)
- 3月14日 –  クラレンス・ヤング (Clarence Young)
- 3月21日 –  ジョン・A・サイモン (John A. Simon)
- 3月28日 –  ギャビー・ストリート (Gabby Street)
- 4月4日 –  ロビンソン・ジェファーズ (Robinson JeffersRobinson Jeffers)
- 4月11日 –  エイモン・デ・ヴァレラ (Éamon de Valera)
- 4月18日 – サーカス (The Circus)
- 4月25日 –  ネヴィル・チェンバレン (Neville Chamberlain)
- 5月2日 –  チャールズ・A・リンドバーグ・ジュニア (Charles A. Lindbergh Jr.)
- 5月9日 –  ジェームズ・E・フリーマン監督（ビショップ） (Rt. Rev. James Edward Freeman)
- 5月16日 –  エドゥアール・エリオ (Édouard Herriot)
- 5月23日 –  ニュートン・D・ベイカー (Newton D. Baker)
- 5月31日 –  ユージン・メイヤー (Eugene Meyer)
- 6月6日 –  裕仁天皇（昭和天皇） (Emperor Hirohito)
- 6月13日 –  ウォルター・F・ブラウン (Walter F. Brown)
- 6月20日 –  カルロス・ダビラ (Carlos Dávila)
- 6月27日 –  アルフレッド・E・スミス (Alfred E. Smith)
- 7月4日 –  フランツ・フォン・パーペン (Franz von Papen)
- 7月11日 –  ベン・イーストマン (Ben Eastman)
- 7月18日 –  ポーリン・セービン (Pauline Sabin)
- 7月25日 –  ベスバラ伯爵 (Earl of Bessborough)
- 8月1日 –  エルスワース・バインズ (Ellsworth Vines)
- 8月8日 –  ノーマン・M・トマス (Norman M. Thomas)
- 8月15日 –  グルーチョ、ハーポ、チコ、ゼッポのマルクス兄弟 (Groucho, Harpo, Chico & Zeppo Marx)
- 8月22日 –  クルト・フォン・シュライヒャー (Kurt von Schleicher)
- 8月29日 –  ウィリアム・G・マカドゥー (William G. McAdoo)
- 9月5日 –  内田康哉 (Yasuya Uchida)
- 9月12日 –  ヘンリー・L・スティーヴンス・ジュニア (Henry L. Stevens Jr.)
- 9月19日 –  ジェイコブ・ルパート (Jacob Ruppert)
- 9月26日 –  エドワード・D・ダフィールド (Edward D. Duffield)
- 10月3日 –  ヒューイ・P・ロング (Huey P. Long)
- 10月10日 –  ジョージ5世 (イギリス王) (George V)
- 10月17日 –   リリー・ポンス (Lily Pons)
- 10月24日 –  ルーファス・D・アイザックス (Rufus D. Isaacs)
- 10月31日 –  ジェームズ・ファーレー (James Farley)
- 11月7日 – 普通の市民たち (Common Citizens)
- 11月14日 –  ハワード・ジョーンズ (Howard Jones)
- 11月21日 –  メルヴィン・A・トレイラー (Melvin A. Traylor)
- 11月28日 –  T・E・ロレンス (T.E. Lawrence)
- 12月5日 –  チャールズ・カーティス (Charles Curtis)
- 12月12日 –  ノーマン・H・デイヴィス (Norman H. Davis)
- 12月19日 –  ヘンリー・T・レイニー (Henry T. Rainey)
- 12月26日 –  キャサリン・コーネル (Katharine Cornell)

## 1933年

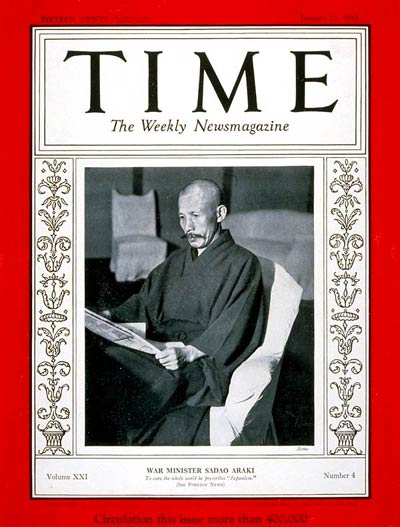
1933年1月9日付の表紙を飾った荒木貞夫。

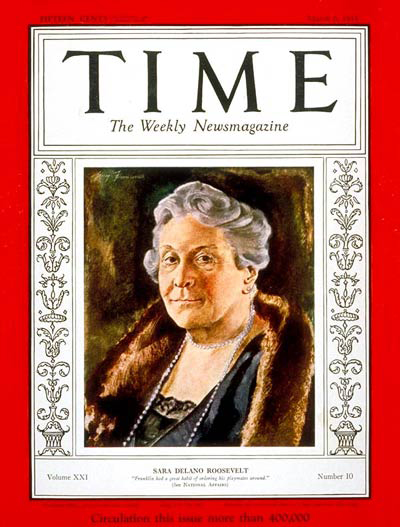
1933年3月6日付の表紙を飾ったサラ・デラノ・ルーズベルト。

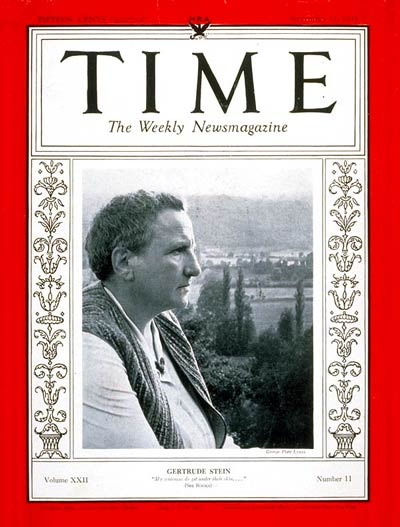
1933年9月11日付の表紙を飾ったガートルード・スタイン。

- 1月2日 –  フランクリン・ルーズベルト (Franklin D. Roosevelt)、マン・オブ・ザ・イヤー
- 1月9日 –  チャールズ・F・ケタリング (Charles F. Kettering)
- 1月16日 –  ローレンス・ティベット (Lawrence Tibbett)
- 1月23日 –  荒木貞夫 (Sadao Araki)
- 1月30日 –  ノエル・カワード (Noël Coward)
- 2月6日 –  カーター・グラス (Carter Glass)
- 2月13日 –  リチャード・リー (Richard Leigh)
- 2月20日 –  ウィリアム・W・アタベリー (William W. Atterbury)
- 2月27日 –  パット・ハリスン (Pat Harrison)
- 3月6日 –  サラ・デラノ・ルーズベルト (Sara Delano Roosevelt)
- 3月13日 –  アドルフ・ヒトラー (Adolf Hitler)
- 3月20日 –  ウィリアム・H・ウッディン (William H. Woodin)
- 3月27日 –  ジョン・ヘイ・ホイットニー (John Hay Whitney)
- 4月3日 –   ピウス11世 (ローマ教皇) (Pius XI)
- 4月10日 –  ヘンリー・A・ウォレス (Henry A. Wallace)
- 4月17日 –  コーデル・ハル (Cordell Hull)
- 4月24日 –  マクシム・リトヴィノフ (Maxim Litvinov)
- 5月1日 –  ウィリアム・R・ハースト (William R. Hearst)
- 5月8日 –  レイモンド・モーリー (Raymond Moley)
- 5月15日 –  ヘラルド・マチャド (Gerardo Machado)
- 5月22日 –  ルーファス・C・ドウズ (Rufus C. Dawes)
- 5月29日 –  エドゥアール・ダラディエ (Édouard Daladier)
- 6月5日 –  フランク・エイデロット (Frank Aydelotte)
- 6月12日 –  フェルディナンド・ペコラ (Ferdinand Pecora)
- 6月19日 –  ネヴィル・チェンバレン (Neville Chamberlain)
- 6月26日 –  イタロ・バルボ (Italo Balbo)
- 7月3日 –  ヒュー・S・ジョンソン (Hugh S. Johnson)
- 7月10日 –  ヨーゼフ・ゲッベルス (Joseph Goebbels)
- 7月17日 –  カーティス・ボック (Curtis Bok)
- 7月24日 –  ハロルド・L・イケス (Harold L. Ickes)
- 7月31日 –  ファン・トリップ (Juan Trippe)
- 8月7日 –  マリー・ドレスラー (Marie Dressler)
- 8月14日 –  フランシス・パーキンス (Frances Perkins)
- 8月21日 –  ヘルマン・ゲーリング (Hermann Göring)
- 8月28日 –  エドワード・J・ケリー (Edward J. Kelly)
- 9月4日 –  ジャック・クロフォード (Jack Crawford)
- 9月11日 –  ガートルード・スタイン (Gertrude Stein)
- 9月18日 –  ジョージ・F・ズーク (George F. Zook)
- 9月25日 –  エンゲルベルト・ドルフース (Engelbert Dollfuss)
- 10月2日 –  ジョン・L・ルイス (John L. Lewis)
- 10月9日 –  ジョージ・M・コーハン (George M. Cohan)
- 10月16日 –  パーシー・S・ストラウス (Percy S. Straus)
- 10月23日 –  フィオレロ・ラガーディア (Fiorello LaGuardia)、 ジョン・P・オブライエン (John P. O'Brien)、 ジョゼフ・V・マッキー (Joseph V. McKee)
- 10月30日 –  マキシム・ウェイガン (Maxim Weygand)
- 11月6日 –  ジョージ・ピーク (George Peek)
- 11月13日 – フットボール (Football)
- 11月20日 –  エレノア・ルーズベルト (Eleanor Roosevelt)
- 11月27日 –  ジョージ・F・ウォレン (George F. Warren)
- 12月4日 –  シートン・ポーター (Seton Porter)
- 12月11日 –  蔣介石 (Chiang Kai-shek)
- 12月18日 –  ユージン・ルーザー・ヴィダール (Eugene Luther Vidal)
- 12月25日 –  映画『不思議の国のアリス』(Alice in Wonderland)

## 1934年

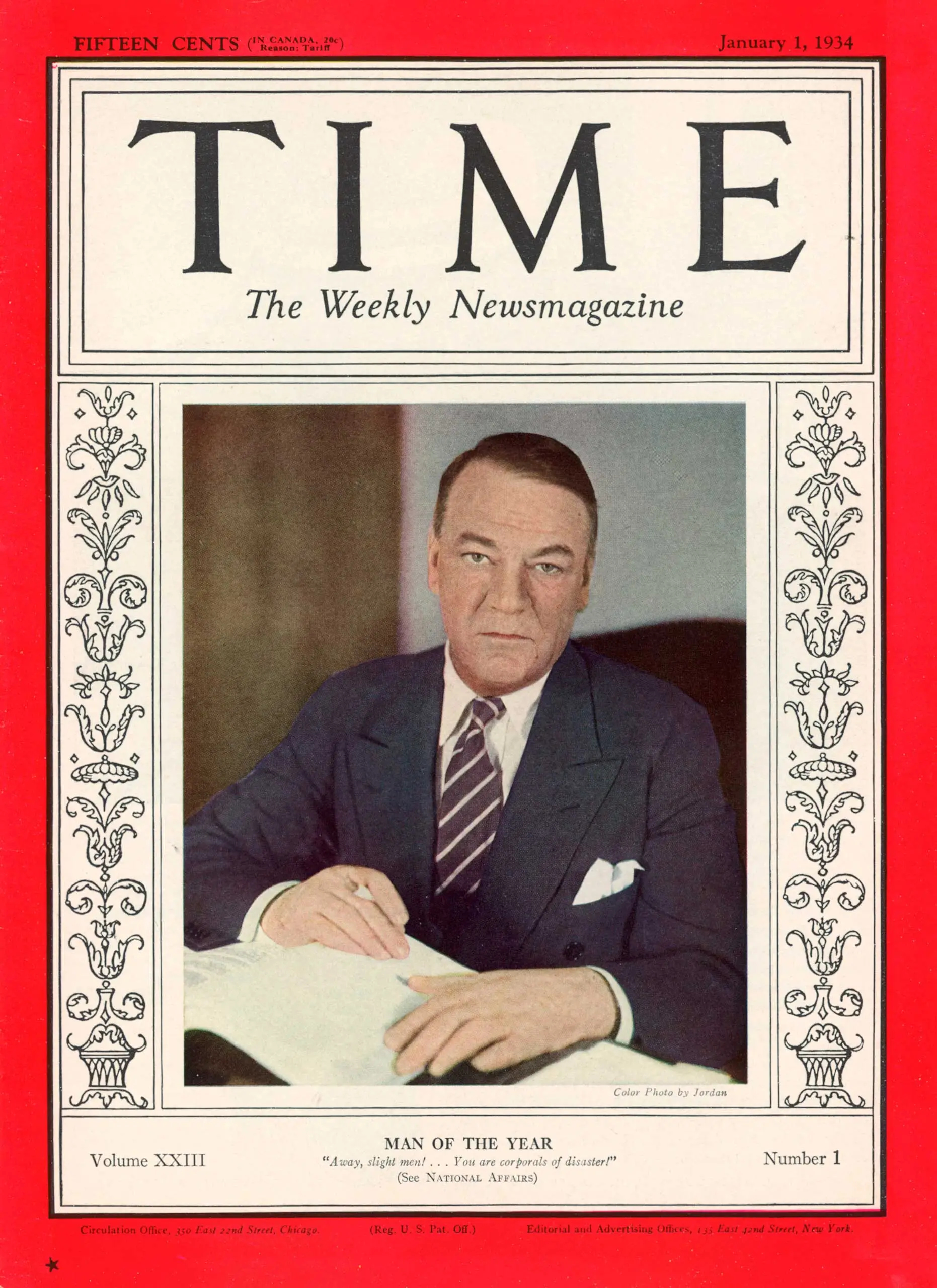
1934年1934年1月1日付の表紙を飾ったヒュー・S・ジョンソン。

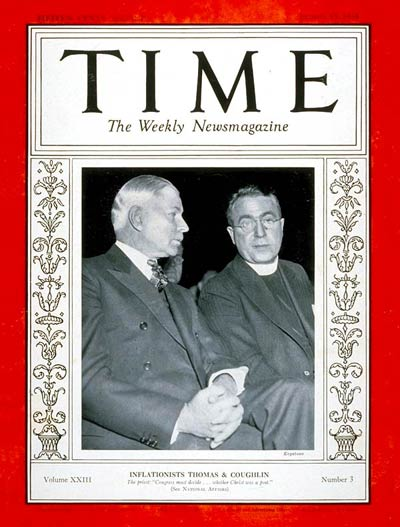
1934年1月15日付の表紙を飾ったエルマー・トマスとチャールズ・コグリン。

- 1月1日 –  ヒュー・S・ジョンソン (Hugh S. Johnson)、マン・オブ・ザ・イヤー
- 1月8日 –  ウォルター・P・クライスラー (Walter P. Chrysler)
- 1月15日 –  エルマー・トマス (Elmer Thomas) と  チャールズ・コグリン (Charles Coughlin)
- 1月22日 –  ジェシー・H・ジョーンズ (Jesse H. Jones)
- 1月29日 –  ジェイムズ・ジョイス (James Joyce)
- 2月5日 –  ジェイムス・B・コナント (James B. Conant)
- 2月12日 –  クリメント・ヴォロシーロフ (Klimentiy Voroshilov)
- 2月19日 –  ハリー・L・ホプキンス (Harry L. Hopkins)
- 2月26日 –  リチャード・ホイットニー (Richard Whitney)
- 3月5日 –  溥儀 (Puyi)
- 3月12日 –  ガストン・ドゥメルグ (Gaston Doumergue)
- 3月19日 –  ロバート・F・ワーグナー (Robert F. Wagner)
- 3月26日 –  ジョージ・アーリス (George Arliss)
- 4月2日 –  アルトゥーロ・トスカニーニ (Arturo Toscanini)
- 4月9日 –  ヴィンセント・アスター (Vincent Astor)
- 4月16日 –  サー・アーサー・エディントン (Sir Arthur Eddington)
- 4月23日 –  エレット・ロバン・コード (Errett Lobban Cord)
- 4月30日 –  ロバート・リー・ドウトン (Robert Lee Doughton)
- 5月7日 –  エドワード・R・ブラッドリー (Edward R. Bradley)
- 5月14日 –   サミュエル・インスル (Samuel Insull)
- 5月21日 –  広田弘毅 (Koki Hirota)
- 5月28日 –  アーヴィング・バーリン (Irving Berlin)
- 6月4日 –  ジョゼフ・M・リーヴス (Joseph M. Reeves)
- 6月11日 –  トーマス・マン (Thomas Mann)
- 6月18日 –  ハロルド・ウィリス・ドッズ (Harold Willis Dodds)
- 6月25日 –  レックスフォード・タグウェル (Rexford G. Tugwell)
- 7月2日 –  レザー・シャー・パフラヴィー (Riza Shah Pahlevi)
- 7月9日 –  ヴァーノン・ゴメス (Vernon Gomez)
- 7月16日 –  パウル・フォン・ヒンデンブルク (Paul von Hindenburg)
- 7月23日 –  ジョゼフ・B・ポインデクスター (Joseph B. Poindexter)
- 7月30日 –  ジェームズ・ファーレー (James Farley)
- 8月6日 –  クルト・シュミット (Kurt Schmitt)
- 8月13日 –  エルザ・スキャパレッリ (Elsa Schiaparelli)
- 8月20日 –  キャバルケード (Cavalcade)
- 8月27日 –  セシル・B・デミル (Cecil B. DeMille)
- 9月3日 –  フレッド・ペリー (Fred Perry)
- 9月10日 –  ドナルド・リッチバーグ (Donald Richberg)
- 9月17日 –  ヘンリー・モーゲンソウ (Henry Morgenthau)
- 9月24日 –  ルイ・バルトゥー (Louis Barthou)
- 10月1日 –  ヘンリー・マクラッケン (Henry MacCracken)
- 10月8日 –  ヘレン・ロジャース・リードと友人たち (Helen Rogers Reid & Friends)
- 10月15日 –  ジェームズ・ペリー師 (Reverend James Perry)
- 10月22日 –  アプトン・シンクレア (Upton Sinclair)
- 10月29日 –  ロスコー・ターナー (Roscoe Turner)
- 11月5日 –  ヘンリー・P・フレッチャー (Henry P. Fletcher)
- 11月12日 –  ジョセフ・C・グルー (Joseph C. Grew)
- 11月19日 –  ロバート・M・ラフォレット・ジュニア (Robert M. La Follette, Jr.)
- 11月26日 –  ベンジャミン・N・カードーゾ (Benjamin N. Cardozo)
- 12月3日 –  ラサロ・カルデナス (Lázaro Cárdenas)
- 12月10日 –  マクスウェル・アンダーソン (Maxwell Anderson
- 12月17日 –  ホワイトハウスの職員たち (White House Staffers)
- 12月24日 –  トマス・ハート・ベントン (Thomas Hart Benton)
- 12月31日 –  ヒューバート・H・レーマン (Herbert H. Lehman)

## 1935年

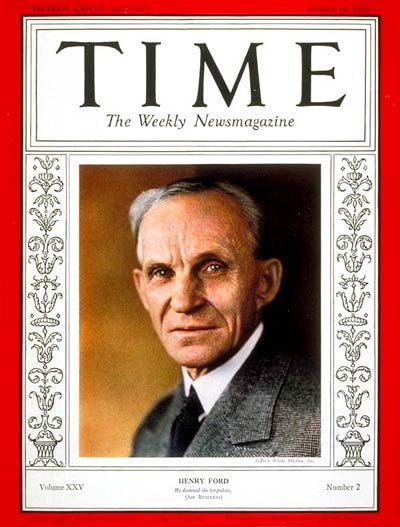
1935年1月14日付の表紙を飾ったヘンリー・フォード。

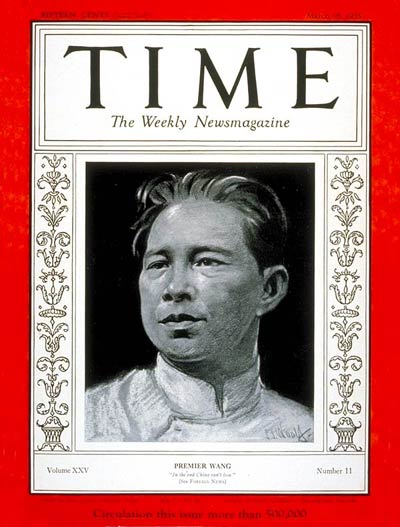
1935年3月18日付の表紙を飾った汪兆銘。

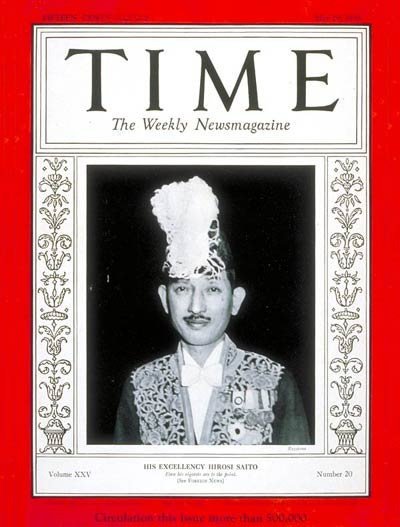
1935年5月20日付の表紙を飾った斎藤博。

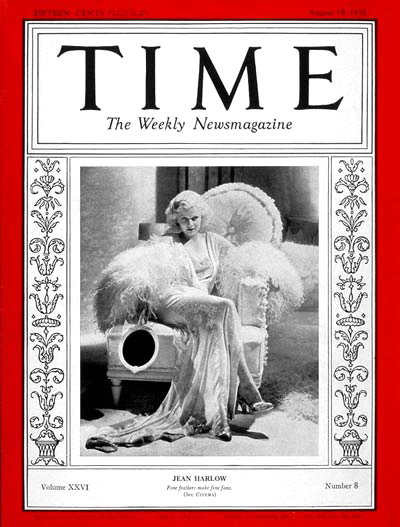
1935年8月19日付の表紙を飾ったジーン・ハーロウ。

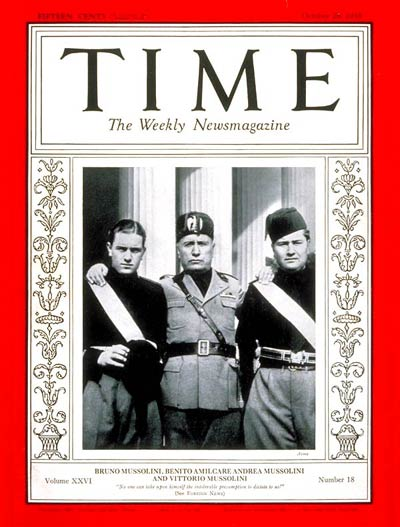
1935年10月28日付の表紙を飾ったムッソリーニ親子。中央が父ベニート・ムッソリーニ、右が兄ヴィットーリオ、左が弟ブルーノ・ムッソリーニ。

- 1月7日 –  フランクリン・ルーズベルト (Franklin D. Roosevelt)、マン・オブ・ザ・イヤー
- 1月14日 –  ヘンリー・フォード (Henry Ford)
- 1月21日 –  ジョン・トマス・テイラー (John Thomas Taylor)
- 1月28日 –  キャスリーン・ノリス (Kathleen Norris)
- 2月4日 –  ピエール＝エティエンヌ・フランダン (Pierre-Étienne Flandin)
- 2月11日 –  ローン・チャボット (Lorne Chabot)
- 2月18日 –  ロッテ・レーマン (Lotte Lehmann)
- 2月25日 –  サミュエル・クレイ・ウィリアムズ (Samuel Clay Williams)
- 3月4日 –  リチャード・B・ハリソン (Richard B. Harrison)
- 3月11日 –  フランク・J・ホーガン (Frank J. Hogan)
- 3月18日 –  汪兆銘 (Wang Ching-wei)
- 3月25日 –  ダグラス・マッカーサー将軍 (General Douglas MacArthur)
- 4月1日 –  ヒューイ・P・ロング (Huey P. Long)
- 4月8日 –  アンソニー・イーデン (Anthony Eden) と サー・ジョン・サイモン (Sir John Simon)
- 4月15日 –  ディジー・ディーン (Dizzy Dean)
- 4月22日 –  ジョゼフ・W・バーンズ (Joseph W. Byrns)
- 4月29日 –  ジョン・フランシス・ネイラン (John Francis Neylan)
- 5月6日 –  ジョージ5世 (イギリス王) (George V)
- 5月13日 –  ハリー・F・バード (Harry F. Byrd)
- 5月20日 –  斎藤博 (Hirosi Saito)
- 5月27日 –  ミリアム・ホプキンス (Miriam Hopkins)
- 6月3日 –  ジョン・ナンス・ガーナー (John Nance Garner)
- 6月10日 –   エマニュエル・リブマン (Emanuel Libman)
- 6月17日 –  スタンリー・ボールドウィン (Stanley Baldwin)
- 6月24日 –  ロバート・M・ハッチンス (Robert M. Hutchins)
- 7月1日 –  ジョン・カウルズ・シニア (John Cowles)
- 7月8日 –  ジョゼフ・ライオンズ (Joseph Lyons)
- 7月15日 –  ジョゼフ・T・ロビンソン (Joseph T. Robinson)
- 7月22日 –  ジョセフ・P・ケネディ (Joseph P. Kennedy)
- 7月29日 –  ハーロー・シャプレー (Harlow Shapley)
- 8月5日 –  J・エドガー・フーヴァー (J. Edgar Hoover)
- 8月12日 –  ウィルヘルミナ (オランダ女王) (Queen Wilhelmina)
- 8月19日 –  ジーン・ハーロウ (Jean Harlow)
- 8月26日 –  ヒューゴ・L・ブラック (Hugo L. Black)
- 9月2日 –  ドナルド・バッジ (Donald Budge)
- 9月9日 –  クライド・L・ハーリング (Clyde L. Herring)
- 9月16日 –  アレクシス・カレル (Alexis Carrel)
- 9月23日 –  サー・サミュエル・ホーア (Sir Samuel Hoare)
- 9月30日 –  ヘイズ枢機卿 (Cardinal Hayes)
- 10月7日 –  ミッキー・カクレーン (Mickey Cochrane)
- 10月14日 –  ハーバート・C・フーヴァー (Herbert C. Hoover)
- 10月21日 –   初代トゥイーズミュア男爵ジョン・バカン (John Buchan, 1st Baron Tweedsmuir)
- 10月28日 –  ブルーノ・ムッソリーニ (Bruno Mussolini)、ベニート・ムッソリーニ (Benito Mussolini)、ヴィットーリオ・ムッソリーニ (Vittorio Mussolini)
- 11月4日 –  ジェームズ・A・マコーリー (James A. Macauley
- 11月11日 – フットボールの観衆 (Football Spectators）
- 11月18日 –  マーク・サリヴァン (コメンテーター) (Mark Sullivan)
- 11月25日 –  マニュエル・L・ケソン (Manuel L. Quezon)
- 12月2日 –  エドウィン・C・ミュージック (Edwin C. Musick)
- 12月9日 –  ウィリアム・フィリップス (William Phillips)
- 12月16日 –  アレクセイ・スタハノフ (Alexei Stakhanov)
- 12月23日 –  キルステン・フラグスタート (Kirsten Flagstad)
- 12月30日 –  ヘレン・ヘイズ (Helen Hayes)

## 1936年

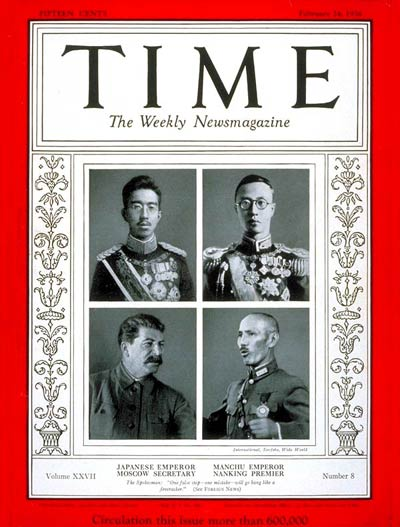
1936年2月24日付の表紙を飾った（左上から時計回りに）裕仁（昭和天皇）、溥儀、蔣介石、ヨシフ・スターリン。

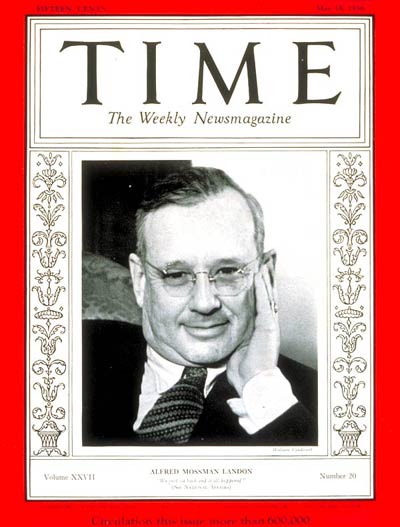
1936年5月18日付の表紙を飾ったアルフレッド・ランドン。

- 1月6日 –  ハイレ・セラシエ (Haile Selassie)、マン・オブ・ザ・イヤー
- 1月13日 –  アーサー・H・コンプトン (Arthur H. Compton)
- 1月20日 –  J・P・モルガン・ジュニア (J. P. Morgan, Jr.)
- 1月27日 –  アビー・アルドリッチ・ロックフェラー (Abby Aldrich Rockefeller)
- 2月3日 –  ジョージ・サンタヤーナ (George Santayana)
- 2月10日 –  マリナー・S・エクルズ (Marriner S. Eccles)
- 2月17日 –  レニ・リーフェンシュタール (Leni Riefenstahl)
- 2月24日 –  裕仁天皇（昭和天皇） (Emperor Hirohito)、 溥儀 (Puyi)、 ヨシフ・スターリン (Joseph Stalin)、 蔣介石 (Chiang Kai-shek)
- 3月2日 –  エミール・フルヤ (Emil Hurja)
- 3月9日 –  レオン・ブルム (Léon Blum)
- 3月16日 –  マーティン・W・クレメント (Martin W. Clement)
- 3月23日 –   イザイア・ボウマン (Isaiah Bowman)
- 3月30日 –  ウィリアム・ボーラ (en:William Borah)
- 4月6日 –  ダニエル・W・ホーン (Daniel W. Hoan)
- 4月13日 –  アドルフ・ヒトラー (Adolf Hitler)
- 4月20日 –  フランク・N・D・ブックマン (Frank N.D. Buchman)
- 4月27日 –  シャーリー・テンプル (Shirley Temple)
- 5月4日 –   トーキルド・リーバー (Torkild Rieber)
- 5月11日 –   フランツ・ボアズ (Franz Boas)
- 5月18日 –  アルフレッド・ランドン (Alfred Landon)
- 5月25日 –  ジョゼフ・デリー (Joseph DeLee)
- 6月1日 –  パット・ハリスン (Pat Harrison)
- 6月8日 –  ジェームズ・オールレッド (James Allred)
- 6月15日 –  ジェームス・R・エンジェル (James R. Angell)
- 6月22日 –  フランスのストライキ参加者たち (French strikers)
- 6月29日 –  サー・サミュエル・ホーア (Sir Samuel Hoare)
- 7月6日 –  ジョン・L・ルイス (John L. Lewis)
- 7月13日 –  ジョー・ディマジオ (Joe DiMaggio)
- 7月20日 –  ベニート・ムッソリーニ (Benito Mussolini)
- 7月27日 –  リロイ・マイナー (Leroy Miner)
- 8月3日 –  チャールズ・P・タフト (Charles P. Taft)
- 8月10日 –  ジョン・ドス・パソス (John Dos Passos)
- 8月17日 –  ウィリアム・L・クレイトン (William L. Clayton)
- 8月24日 –  フランシスコ・フランコ (Francisco Franco)、エミリオ・モラ (Emilio Mola)、マヌエル・アサーニャ (Manuel Azaña)
- 8月31日 –  クラーク・ゲーブル (Clark Gable)
- 9月7日 –  ユージーン・タルマッジ (Eugene Talmadge)
- 9月14日 –  ヘレン・ハル・ジェイコブス (Helen Hull Jacobs)
- 9月21日 –  ジョン・D・M・ハミルトン (John D. M. Hamilton)
- 9月28日 –  ジェイムス・B・コナント (James B. Conant)
- 10月5日 –  ルー・ゲーリッグ (Lou Gehrig、カール・ハッベル (Carl Hubbell)
- 10月12日 –  リンリスゴー侯爵 (Lord Linlithgow)
- 10月19日 –  エウジェニオ・パチェッリ (Eugenio Pacelli)
- 10月26日 –  トマス・パーラン・ジュニア (Thomas Parran, Jr.)
- 11月2日 –  ジョゼフ・M・パターソン (Joseph M. Patterson) とロバート・R・マコーミック (Robert R. McCormick)
- 11月9日 –  蔣介石 (Chiang Kai-shek)
- 11月16日 –  アントニー・グルゼビク (Anthony Grzebyk)
- 11月23日 –  エドワード・F・マグラディ (Edward F. McGrady)
- 11月30日 –   マレーネ・ディートリヒ (Marlene Dietrich)
- 12月7日 –  コーデル・ハル (Cordell Hull)
- 12月14日 –  サルバドール・ダリ (Salvador Dalí)
- 12月21日 –  エドワード・ジョンソン (Edward Johnson)
- 12月28日 –  裕仁天皇（昭和天皇） (Emperor Hirohito)

## 1937年
- 1月4日 –   ウォリス・ウォーフィールド・シンプソン (Wallis Warfield Simpson)、ウーマン・オブ・ザ・イヤー
- 1月11日 –  ジョージ・ノリス (George Norris)
- 1月19日 –  ウィリアム・S・ヌードセン (William S. Knudsen)
- 1月25日 –  レフ・トロツキー (Leon Trotsky)
- 2月1日 –  トマス・E・デューイ (Thomas E. Dewey)
- 2月8日 –  ジョン・J・ペリー (John J. Pelley)
- 2月15日 –  ドーティ枢機卿 (Cardinal Dougherty)
- 2月22日 –  ウスマーン・アリー・ハーン、アーサフ・ジャー7世 (Osman Ali Khan, Asaf Jah VII)
- 3月1日 –  チャールズ・エヴァンズ・ヒューズ (Charles E. Hughes)
- 3月8日 –  ジョージ6世 (イギリス王) (King George VI)
- 3月15日 –  ジョゼフ・E・デイヴィーズ (Joseph E. Davies)
- 3月22日 –  クラレンス・リトル (Clarence Little)
- 3月29日 –  クライド・ビーティー (Clyde Beatty)
- 4月5日 –  ハリー・B・ヒューサー (Harry B. Housser)
- 4月12日 –  ヴァージニア・ウルフ (Virginia Woolf)
- 4月19日 –  ボブ・フェラー (Bob Feller)
- 4月26日 –  フルヘンシオ・バティスタ (Fulgencio Batista)
- 5月3日 –  ビリー・アンド・ボビー・モーチ (Billy and Bobby Mauch)
- 5月10日 –  マット・ウィン (Matt Winn)
- 5月17日 –  クリスチャン10世 (デンマーク王) (King Christian X)
- 5月24日 –  コズモ・ゴードン・ラング (Cosmo Gordon Lang)
- 5月31日 –  ディオン家の五つ子 (Dionne Quintuplets)
- 6月7日 –  シドニー・ハワード (Sidney Howard)
- 6月14日 –  パウル・ファン・ゼーラント (Paul van Zeeland)
- 6月21日 –  モリス・フィッシュベイン (Morris Fishbein)
- 6月28日 –  エセル・デュポン (Ethel du Pont) とフランクリン・デラノ・ルーズベルト・ジュニア (Franklin D. Roosevelt, Jr.)
- 7月5日 –  ジョージ・アール3世 (George Earle III)
- 7月12日 –  ジェームズ・E・ウェスト (James E. West)
- 7月19日 –   ハリー・ブリッジズ (Harry Bridges)
- 7月26日 –  近衛文麿 (Fumimaro Konoe)
- 8月2日 –  フィオレロ・ラガーディア (Fiorello LaGuardia)
- 8月9日 –  ファールーク1世 (エジプト王) (King Farouk I)
- 8月16日 –   ポール・ムニ (Paul Muni)
- 8月23日 –  アルバン・バークリー (Alben Barkley)
- 8月30日 –  米内光政 (Mitsumasa Yonai)
- 9月6日 –  フランシスコ・フランコ (Francisco Franco
- 9月13日 –  ゴットフリート・フォン・クラム (Gottfried von Cramm)
- 9月20日 –  ミッチェル・ヘップバーン (Mitchell Hepburn)
- 9月27日 –  ウォルター・リップマン (Walter Lippmann)
- 10月4日 –  ウォルター・グリーン (William Green)
- 10月11日 –  ウィリアム・O・ダグラス (William O. Douglas)
- 10月18日 –  アーネスト・ヘミングウェイ (Ernest Hemingway)
- 10月25日 –  ウォーレス・ウェイド (Wallace Wade)
- 11月1日 –  アーネスト・O・ローレンス (Ernest O. Lawrence)
- 11月8日 –  アルフレッド・ラント (Alfred Lunt) と  リン・フォンタン (Lynn Fontanne)
- 11月15日 –  ルイス・ブランダイス (Louis Brandeis)
- 11月22日 –  レオポルド3世 (ベルギー王) (King Leopold III)
- 11月29日 –  ウィリアム・B・バンクヘッド (William B. Bankhead)
- 12月6日 –  ジャン・シベリウス (Jean Sibelius)
- 12月13日 –  コルビー・M・チェスター (Colby M. Chester)
- 12月20日 –  ヨシフ・スターリン (Joseph Stalin)
- 12月27日 –  ウォルト・ディズニー (Walt Disney)

## 1938年
- 1月3日 –  蔣介石 (Chiang Kai-shek) と夫人（宋美齢：Mme. Chiang)、カップル・オブ・ザ・イヤー
- 1月10日 –  ウェズリー・W・スタウト (Wesley W. Stout)
- 1月17日 –  フランク・ロイド・ライト (Frank Lloyd Wright)
- 1月24日 –  ウォルター・F・ホワイト (Walter F. White)
- 1月31日 –  ロズウェル・マギル (Roswell Magill)
- 2月7日 –  ジョン・L・ルイス (John L. Lewis)
- 2月14日 –  セバスティアン・パサス・ペレア (Sebastián Pozas Perea)
- 2月21日 –  ジョン・G・ベイツ (John G. Bates)
- 2月28日 –  ジェームズ・ルーズベルト (James Roosevelt)
- 3月7日 –  スバス・チャンドラ・ボース (Subhas Chandra Bose)
- 3月14日 –  デイヴ・カー (Dave Kerr)
- 3月21日 –  クルト・フォン・シュシュニック (Kurt von Schuschnigg)
- 3月28日 –  ベティ・デイヴィス (Bette Davis)
- 4月4日 –  アルベルト・アインシュタイン (Albert Einstein)
- 4月11日 –  ジョー・マーティン (Joe Martin)
- 4月18日 –  ルイス・マンフォード (Lewis Mumford)
- 4月25日 –  レザー・シャー・パフラヴィー (Riza Shah Pahlevi)
- 5月2日 –  クロード・ペッパー (Claude Pepper)
- 5月9日 –  オーソン・ウェルズ (Orson Welles)
- 5月16日 –  フランク・R・マクニンチ (Frank R. McNinch)
- 5月23日 –  ドナルド・W・ダグラス (Donald W. Douglas)
- 5月30日 –  アール・ブラウダー (Earl Browder)
- 6月6日 –  ジョニー・グッドマン (Johnny Goodman)
- 6月13日 –  チャールズ・A・リンドバーグ (Charles A. Lindbergh) と アレクシス・カレル (Alexis Carrel)
- 6月20日 –  ロバート・W・ウッド (Robert W. Wood)
- 6月27日 –  エドヴァルド・ベネシュ (Edvard Beneš)
- 7月4日 –  オトウェイ・H・チョークリー (Otway H. Chalkley)
- 7月11日 –  ウォルター・ウィンチェル (Walter Winchell)
- 7月18日 –  ハリー・L・ホプキンス (Harry L. Hopkins)
- 7月25日 –  リヒャルト・シュトラウス (Richard Strauss)
- 8月1日 –  アルバート・B・チャンドラー (Albert B. Chandler)
- 8月8日 –   フランク・キャプラ (Frank Capra)
- 8月15日 –  ウィリアム・マクチェスニー・マーティン・ジュニア (William McChesney Martin, Jr.)
- 8月22日 –  ルイス・A・ジョンソン (Louis A. Johnson)
- 8月29日 –  ラサロ・カルデナス (Lázaro Cárdenas)
- 9月5日 –  ホルガー・ケイヒル (Holger Cahill)
- 9月12日 –  トマス・コーコラン (Thomas Corcoran)、&  ベンジャミン・V・コーエン (Benjamin V. Cohen)
- 9月19日 –  ウィリアム・S・ペイリー (William S. Paley)
- 9月26日 –  リチャード・ロジャース (Richard Rodgers) とローレンツ・ハート (Lorenz Hart)
- 10月3日 –   ウィリアム・L・ブラッグ (William L. Bragg)
- 10月10日 –  セルゲイ・クーセヴィツキー (Serge Koussevitzky|Sergei Koussevitzky)
- 10月17日 –  ネヴィル・チェンバレン (Neville Chamberlain)
- 10月24日 –  シェリダン・ダウニー (Sheridan Downey)
- 10月31日 –  フレデリック・ラヴァット・レデファー (Frederick L. Redefer)
- 11月7日 –  アンドレ・マルロー (André Malraux)
- 11月14日 –  ヘンリー・グレイディー・ウィーヴァー (Henry Grady Weaver)
- 11月21日 –  エルマー・F・アンドリューズ (Elmer F. Andrews)
- 11月28日 –   ビーヴァーブルック卿 (Lord Beaverbrook)
- 12月5日 –  クリフォード・オデッツ (Clifford Odets)
- 12月12日 –  ユーゴスラビア公パウレ (Prince Paul)
- 12月19日 –  ヘンリー・A・ウォレス (Henry A. Wallace)
- 12月26日 – シャルロ（英語版）画『降誕 (Nativity)』

## 1939年

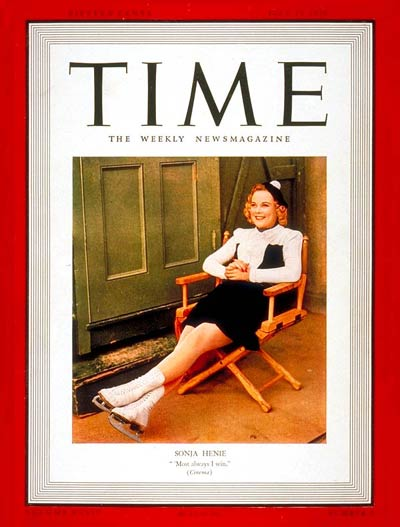
1939年7月17日付の表紙を飾ったソニア・ヘニー。

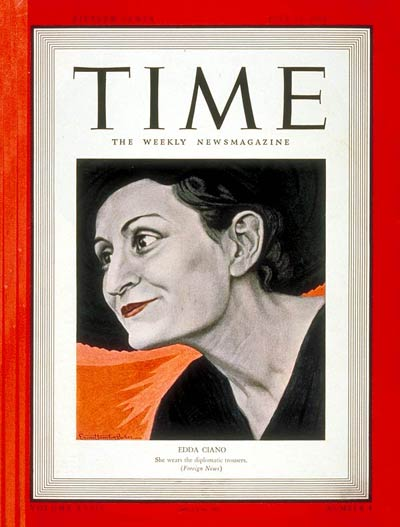
1939年7月24日付の表紙を飾ったエッダ・チャーノ。

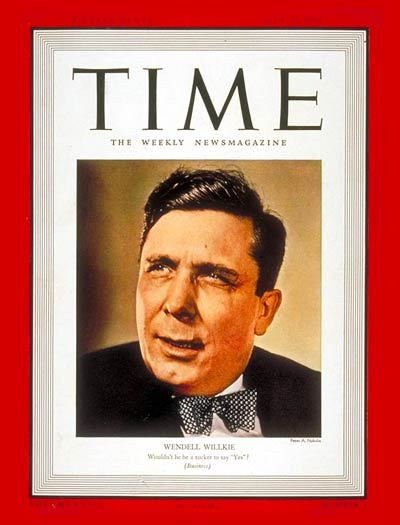
1939年7月31日付の表紙を飾ったウェンデル・L・ウィルキー。

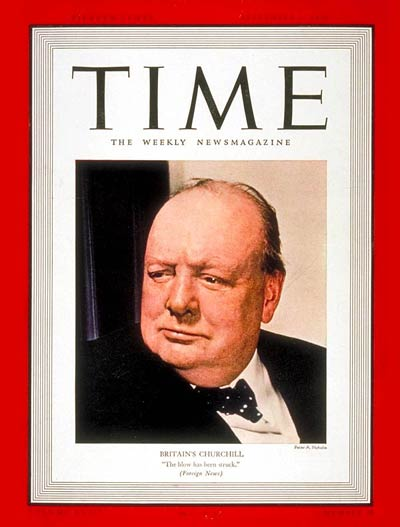
1939年9月4日付の表紙を飾ったウィンストン・チャーチル。

- 1月2日 –  アドルフ・ヒトラー (Adolf Hitler)、マン・オブ・ザ・イヤー
- 1月9日 –  オスカー・リドル (Oscar Riddle)
- 1月16日 –  ジュリアス・P・ヘイル (Julius P. Heil)
- 1月23日 –  ウィリアム・フォークナー (William Faulkner)
- 1月30日 –  ヘンリー・E・ジゲリスト  (Henry E. Sigerist)
- 2月6日 –  ロバート・フェチナー (Robert Fechner)
- 2月13日 –  パブロ・ピカソ (Pablo Picasso)
- 2月20日 –  チャールズ・エジソン (Charles Edison)
- 2月27日 –  イグナツィ・J・パデレフスキ (Ignace J. Paderewski)
- 3月6日 –  ユゼフ・ベック (Josef Beck)
- 3月13日 –  ウィリアム・R・ハースト (William R. Hearst)
- 3月20日 –  ジョン・ナンス・ガーナー (John Nance Garner)
- 3月27日 –  フランシスコ・フランコ (Francisco Franco
- 4月3日 –  ルイス・H・ブラウン (Lewis H. Brown)
- 4月10日 –  ジンジャー・ロジャース (Ginger Rogers)
- 4月17日 –  エレノア・ルーズベルト (Eleanor Roosevelt)
- 4月24日 –  ハインリヒ・ヒムラー (Heinrich Himmler)
- 5月1日 –  グローヴァー・A・ウェイレン (Grover A. Whalen)
- 5月8日 –  ジェイムズ・ジョイス (James Joyce)
- 5月15日 –  ジョージ6世 (イギリス王) (King George VI)
- 5月22日 –  ネルソン・ロックフェラー (Nelson Rockefeller)
- 5月29日 –  グレン・L・マーティン (Glenn L. Martin)
- 6月5日 –  エドゥアール・ダラディエ (Édouard Daladier)
- 6月12日 –  ドロシー・トンプソン (Dorothy Thompson)
- 6月19日 –  チャールズ・A・リンドバーグ (Charles A. Lindbergh)
- 6月26日 –  ジークムント・フロイト (Sigmund Freud)
- 7月3日 –  エドウィン・G・コンクリン (Edwin G. Conklin)
- 7月10日 –  ポール・V・マクナット (Paul V. McNutt)
- 7月17日 –  ソニア・ヘニー (Sonja Henie)
- 7月24日 –  エッダ・チャーノ (Edda Ciano)
- 7月31日 –  ウェンデル・L・ウィルキー (Wendell L. Willkie)
- 8月7日 –  ウィリアム・ウッドワード (William Woodward)
- 8月14日 –  モーリス・ガムラン (Maurice Gamelin)
- 8月21日 –  エレノア・ホルム (Eleanor Holm)
- 8月28日 –  フランク・マーフィー (Frank Murphy)
- 9月4日 –  ウィンストン・チャーチル (Winston Churchill)
- 9月11日 –  エドヴァルト・リッツ＝シミグウィ (Edward Rydz-Śmigły)
- 9月18日 –  ジョセフ・P・ケネディ (Joseph P. Kennedy)
- 9月25日 –  ヴァルター・フォン・ブラウヒッチュ (Walther von Brauchitsch)
- 10月2日 –  アーサー・ヴァンデンバーグ (Arthur Vandenberg)
- 10月9日 –  エリザベス王妃 (Queen Elizabeth)
- 10月16日 –  カウフマン・T・ケラー (Kaufman T. Keller)
- 10月23日 –  シリル・ニューウォル (初代ニューウォル男爵) (Cyril Newall, 1st Baron Newall)
- 10月30日 –  グスタフ5世 (スウェーデン王) (King Gustav V)
- 11月6日 –  トム・ハーモン (Tom Harmon)
- 11月13日 –  カロル2世 (ルーマニア王) (King Carol II)
- 11月20日 –  ジョージ・S・カウフマン (George S. Kaufman)
- 11月27日 –  ウィルヘルミナ (オランダ女王) (Queen Wilhelmina)
- 12月4日 –  カール・サンドバーグ (Carl Sandburg)
- 12月11日 –  ネルソン・T・ジョンソン (Nelson T. Johnson)
- 12月18日 –  ハーバート・フーヴァー (Herbert Hoover)
- 12月25日 –  ヴィヴィアン・リー (Vivien Leigh)